# Katrine Lester
Katrine Lester  (født 26. august 1976) er en dansk politiker, der fra den 1. januar 2010 til den 20. april 2015 har været 2. viceborgmester og rådmand i Frederiksberg Kommune, valgt for Socialdemokraterne.
Hun er matematisk student fra Metropolitanskolen  i 1995 og uddannet cand.mag. i filosofi ved Københavns Universitet. Hun arbejder som kommunikationschef i Farmakonomforeningen.
Katrine Lester var medlem af hovedbestyrelsen i DSU fra 2000-2003. 
Ved Kommunalvalget 2005 blev hun valgt ind i kommunalbestyrelsen for Frederiksberg Kommune med 239 personlige stemmer.
Fire år senere ved Kommunalvalget 2009 var Lester partiets spidskandidat og blev genvalgt med 2859 personlige stemmer.
Hun annoncerede sit borgmesterkandidatur til Kommunalvalget 2013 i maj 2012.
Ved valget modtog hun 2.222 personlige stemmer, det største antal personlige stemmer for Frederiksbergs Socialdemokrater,
og ved det konstituerende kommunalbestyrelsesmøde blev hun genvalgt som 2. viceborgmester.
Hun var medlem af Magistraten, Sundheds- og omsorgsudvalget & Arbejdsmarkedsudvalget.